# Список солнечных электростанций Китая
- СЭС в пустыне Тенгер, «Великая солнечная стена» — крупнейшая СЭС в мире, Солнечный парк Тэнгэр[англ.].
- СЭС у плотины Лунъянся (гибридная ГЭС/СЭС), СЭС у плотины Лунъянся[англ.].
- СЭС у оазиса Дуньхуан на восточном берегу Гоби, СЭС Дуньхуан[англ.] 50 MWp, 9 km² фотопанелей.

- Солнечный парк Тенгер[англ.], «Великая солнечная стена».
- СЭС у плотины Лунъянся[англ.].
- СЭС Дуньхуан[англ.].